# Famille de Dion
Pour les articles homonymes, voir Dion.
La famille de Dion  est une famille subsistante de la noblesse française originaire de Wavre en Brabant et fixée en Artois au début du XVIe siècle. Elle est mentionnée depuis le début du XIIe siècle. La famille de Dion contemporaine a une filiation suivie depuis le début du XVe siècle.

## Armes
d'argent à l'aigle bicéphale de sable, becquée et membrée de gueules, et brochant sur le tout un écusson de sable au lion d'or, armé et lampassé de gueules, le dit écusson bordé d'une engrêlure d'or.

## Origines

### Origines légendaires
La famille de Dion tire son nom de Dion-le-Val dans la province du Brabant wallon. Des porteurs du nom sont mentionnés dès le début du XIIe siècle.
- Evrard de Dion, chevalier, vers 12.. se départit de la portion de la dime de Dion qu'il tenait féodalement d'Henri, duc de Lorraine et fit en 1211 une donation à l'église d'Alne, au diocèse de Liège[1].
- Jean de Dion prit part à la cinquième croisade en 1218. Son nom et ses armes ont été inscrits aux salles des Croisades du musée de Versailles. Il semble être le même qu'un Jean de Dion qui vers la même époque était gouverneur de Cambrai[1].
- En 1310, Adans de Dion est échevin de Wavre.

La filiation de la famille de Dion est suivie depuis Gilles de Dion, chevalier, seigneur de Dion, gouverneur de Cambrai qui épousa vers 1360 Philippe de Wavre (la famille de Wavre était issue d'un fils naturel de Jean Ier de Brabant). Il eut plusieurs enfants dont Guillaume de Dion, marié à Béatrix d'où postérité.
Frédéric Collon dans L'armorial de Wavre et environs écrit : « Beaucoup de familles wavriennes actuelles descendent de familles anciennes et elles ont souvent des ancêtres illustres. Le sang des ducs de Brabant s'est allié directement aux de Dion...»
En 1450, Guillaume de Dion est maïeur de Wavre. En 1537, Charles de Dion, dit de Doiceau, l'est également.
Trois pierres tombales de la famille de Dion ont été photographiées en 1911 par Arthur Cosyn à Dion-le-Val : celles de Marie, de Philippe et d'Adrien (XVIe siècle).

### Origines démontrées
Les Dion de la première famille sont éteints depuis le XIIIe siècle, avec Wicard de Dion qui semble avoir été le dernier de sa famille. La seigneurie passe ensuite aux mains de la famille de Bonlez (issue des Walhain). Ensuite, cette seigneurie passe encore aux Craeckhoven à la suite du mariage de Helewige de Bonlez avec Simon de Craeckhoven (ou van Craeckhoven), échevin de Louvain en 1343, du Lignage louvaniste Uten Liemingen, et qui scelle d'une aigle éployée. Leur fils épouse vers 1380 Philipotte de Wavre qui était la petite-fille de Jean Meeuwe, de la seconde famille de Wavre qui portait de Brabant à la cotice d'argent. C'est pourquoi ses descendants porteront un blason familial chargeant la poitrine de l'aigle d'un écusson de Brabant à la filière engrelée d'or : ce seront là les armes modernes des de Dion. Mais les Craekhoven finissent également en quenouille et en 1412, Guillaume de Quarlemont relève la seigneurie de Dion pour en avoir épousé l'héritière Marie de Craeckoven. Ces de Quarlemont sont probablement originaires de Grez. Guillaume de Quarlemont n'avait qu'une simple maison manable avec cinq journaux de terres. Les de Quarlemont ayant acquis la terre de Dion en adopteront le nom et porteront les armes de leurs prédécesseurs. Ensuite, une alliance avec une demoiselle Troegny dite Hannaerts, issue des Lignages de Louvain, du Lignage van Rode, procure aux de Quarlemont des biens assez considérable et notamment la seigneurie de Rosierbosch. Enfin, Philippe de Dion, petit-fils de Guillaume de Quarlemont épouse en 1480 Blanche de Lalaing, dont la mère, une Créquy, apportait le sang de toutes les grandes familles.
Deux branches se forment au XVIe siècle, avec la branche aînée qui transmettra la terre de Dion aux Hennin-Liétard. Au XVIIe siècle, la branche cadette de la famille passe en France. Elle donne des officiers généraux aux rois de France et d'Espagne, des chevaliers de Saint-Louis, des chanoines aux chapitres nobles de Nivelles et de Maubeuge.
Louis-Jérôme de Dion reçut le titre héréditaire de baron par lettres patentes du roi Louis XV du 3 février 1761. D'après André Borel d'Hauterive, Charles-Joseph de Dion mort sans postérité en 1826 obtint l'érection en marquisat de sa seigneurie de Malfîance par lettres patentes d'août 1787.
La famille de Dion fut reçue aux Honneurs de la cour en 1784. Dans le mémoire sur ses preuves de noblesse Chérin écrit que « ses titres remontent sa filiation à l'année 1390 mais que depuis cette époque jusqu'en 1529 environ, il n'y en a que deux qui soient originaux. Les autres sont des expéditions nouvelles dont les greffiers qui les ont délivrés répondent ».

## Personnalités

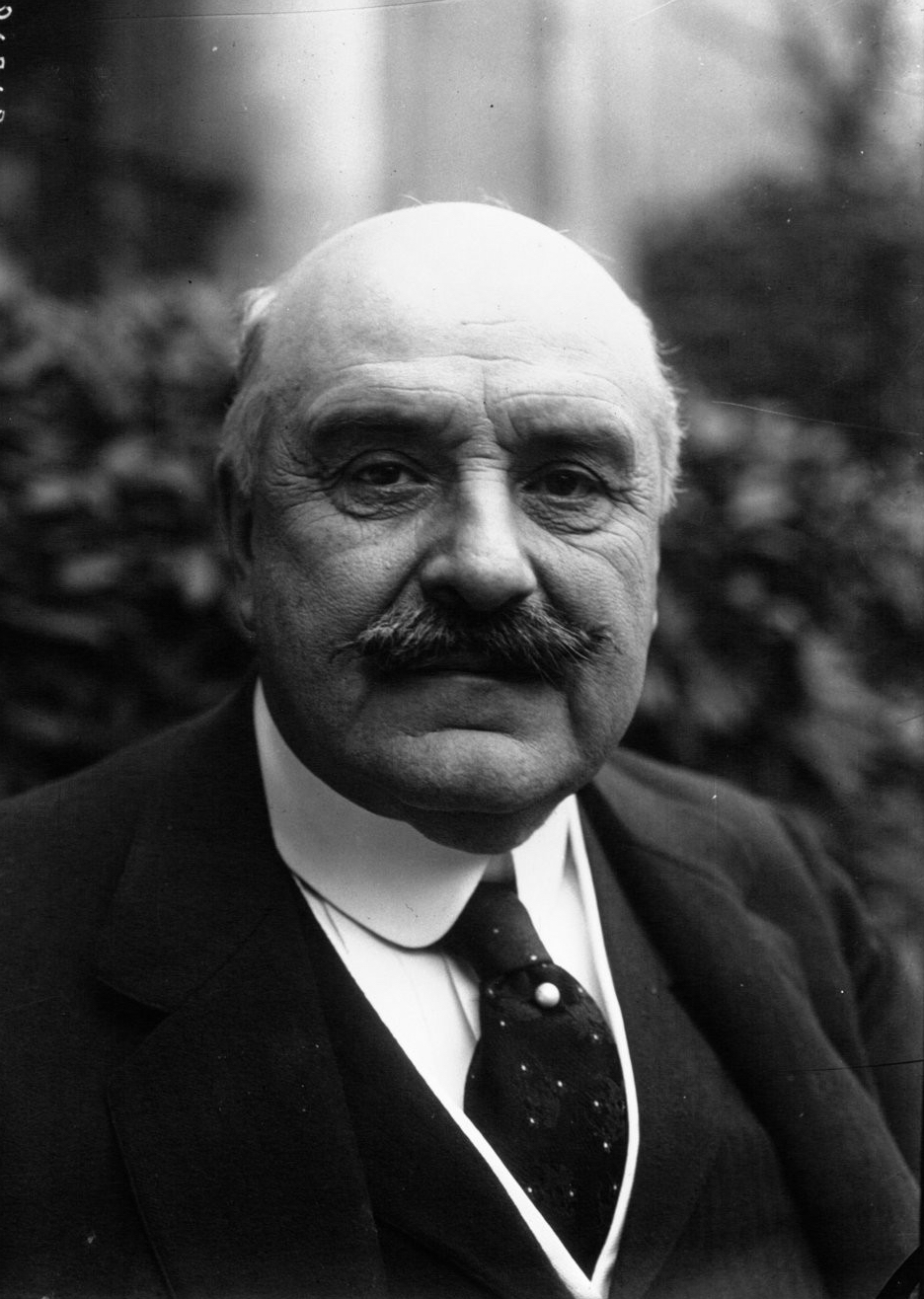
Jules-Albert de Dion (1856-1946)

- Adolphe de Dion (1823-1909), archéologue français ;
- Henri de Dion (1828-1878), ingénieur et directeur du conservatoire des Arts et Métiers ;
- Jules-Albert de Dion (1856-1946)